# Leggi Jim Crow

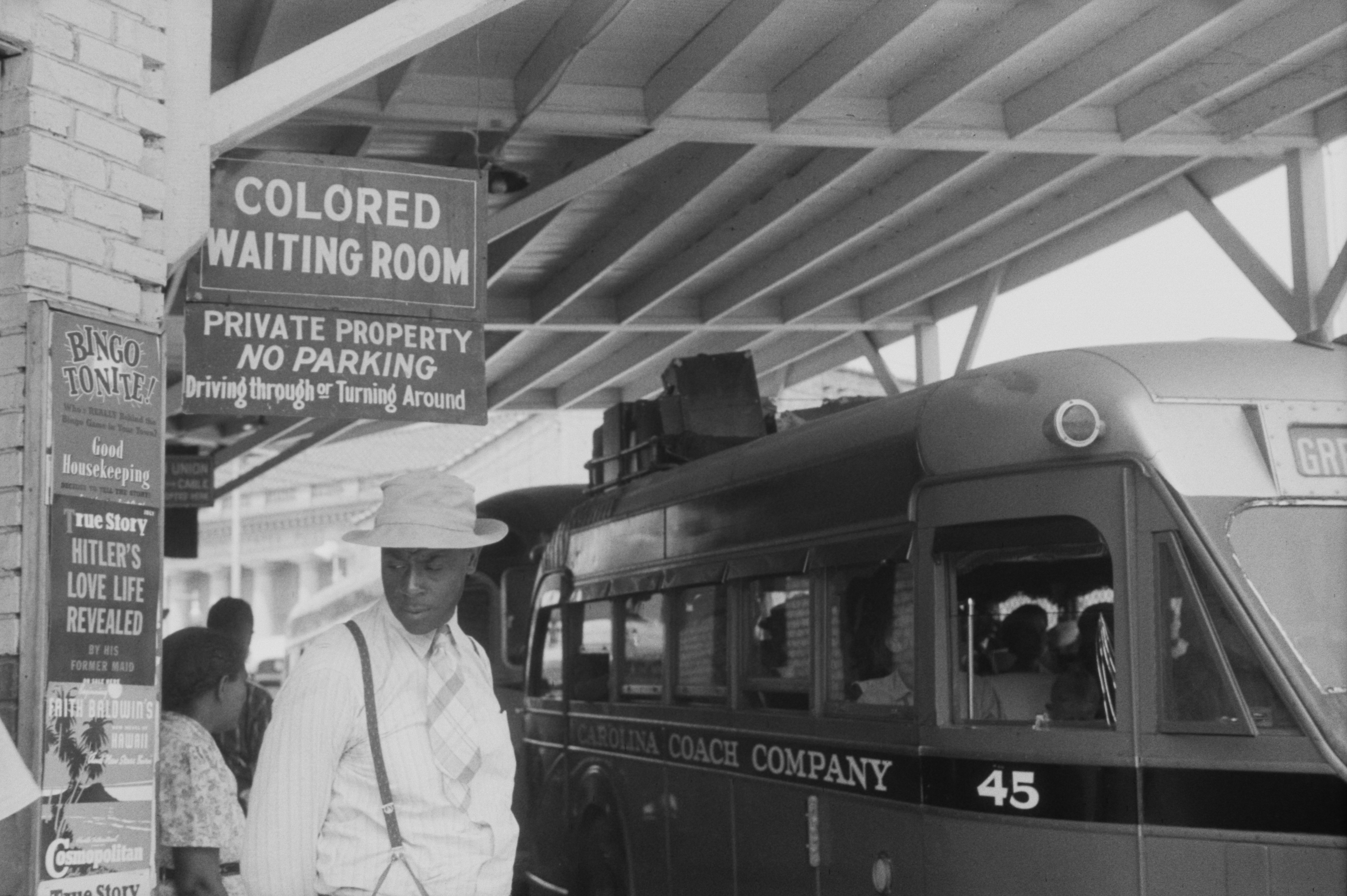
Una fermata dell'autobus a Durham, in Carolina del Nord nel maggio 1940

Le leggi Jim Crow furono delle leggi locali e dei singoli Stati meridionali degli Stati Uniti d'America emanate principalmente per mano del Partito Democratico statunitense tra il 1876 e il 1965. Di fatto servirono a creare e mantenere la segregazione razziale in tutti i servizi pubblici, istituendo uno status definito di "separati ma uguali" per i neri americani e per gli appartenenti a gruppi razziali diversi dai bianchi.
Alcuni esempi di leggi Jim Crow furono la separazione nelle scuole pubbliche, nei luoghi pubblici e sui mezzi di trasporto e la differenziazione dei bagni e dei ristoranti tra quelli per bianchi e quelli per neri. Anche all'interno dell'esercito venne applicata la segregazione razziale. Le leggi Jim Crow erano distinte dai Codici neri del periodo 1800-66 che a loro volta avevano ridotto i diritti e le libertà civili degli afroamericani.
La segregazione razziale organizzata dagli Stati nelle scuole fu dichiarata incostituzionale dalla Corte Suprema nel 1954, con la sentenza Brown contro Board of Education. In generale, le leggi Jim Crow rimanenti furono abrogate dalla legge sui diritti civili del 1964 e dalla Voting Rights Act del 1965.

## Etimologia
L'origine della frase "Jim Crow" è stata spesso fatta risalire a Jump Jim Crow, una canzone-balletto caricatura degli afroamericani comparsa per la prima volta nel 1832. Le vere origini potrebbero però essere anteriori. La frase si trasformò in un aggettivo verso il 1838 e la locuzione "legge Jim Crow" comparve per la prima volta sul Dizionario di Inglese Americano nel 1904. Tuttavia ben prima di entrare ufficialmente nel dizionario, per lo meno dal decennio del 1890, "legge Jim Crow" era un modo di dire di uso comune. Il nome Jim Crow potrebbe anche essere stato creato dall'attore Thomas D. Rice che, verso la metà del XIX secolo, interpretò uno schiavo chiamato Jim Crow dipingendosi la faccia di nero.

## Le origini delle leggi Jim Crow
Durante il periodo della Ricostruzione, tra il 1865 e il 1877, nel Sud uscito sconfitto dalla guerra, la legge federale protesse i diritti civili dei freedmen, ovvero gli schiavi di origine africana liberati. Nel decennio del 1870 i Democratici ripresero gradualmente il potere negli Stati del Sud, spesso grazie a elezioni durante le quali gruppi paramilitari intimidivano gli avversari, attaccavano i neri o impedivano loro di votare. Per vari anni in Louisiana le elezioni per il governatore furono sospese o contestate per l'estrema violenza che si scatenava durante la campagna elettorale. Nel 1877 fu stipulato un tacito accordo nazionale per ottenere l'appoggio dei parlamentari democratici del Sud all'elezione di un presidente federale repubblicano, in cambio del ritiro delle truppe federali dagli Stati del Sud. In questo modo, i Democratici riprendevano il controllo di tutti gli Stati. I governi bianchi e democratici guidati dai redeemers che si formarono dopo il ritiro dell'esercito emanarono le leggi Jim Crow, separando gli afroamericani dalla popolazione bianca degli Stati.
Alcuni neri continuarono a essere eletti in cariche locali fino al decennio del 1880, ma poi i democratici approvarono leggi che rendevano più difficili la registrazione nelle liste elettorali e la partecipazione alle elezioni, con il risultato che la partecipazione della maggioranza dei neri e di molti bianchi poveri iniziò a calare. A partire dal Mississippi nel 1890, fino al 1910 gli ex Stati confederati approvarono nuove costituzioni o emendamenti che di fatto privarono nuovamente del diritto di voto la maggioranza dei neri e decine di migliaia di bianchi poveri grazie a una combinazione di tasse da pagare per votare, prove di alfabetizzazione e di comprensione di testi scritti, e requisiti di residenza e registrazione all'anagrafe. La "clausola del nonno", cioè la tutela di un diritto riconosciuto a uno specifico individuo se i suoi ascendenti ne avevano goduto, permise temporaneamente ad alcuni analfabeti bianchi di continuare a votare, ma complessivamente a seguito di tali leggi il numero dei votanti in tutto il Sud si ridusse drasticamente.
Privati della possibilità di votare, i neri e i poveri non potevano nemmeno fare parte delle giurie nei tribunali locali. Non potevano influenzare la formazione delle assemblee statali e, prevedibilmente, i loro interessi finirono con l'essere del tutto trascurati. I governi del periodo della Ricostruzione avevano fondato molte scuole pubbliche, ma quelle per neri erano abbondantemente sottofinanziate, anche tenendo conto delle dissestate casse del Sud. Il calo del prezzo del cotone poi depresse l'economia, basata sull'agricoltura, per diversi anni.
In alcuni casi i Progressisti tentarono di ridurre le frodi elettorali perpetrate contro i neri e i poveri analfabeti. La separazione degli afroamericani dal resto della popolazione fu legalizzata e formalizzata durante l'epoca del Progressismo (tra il 1890 e il 1920), ma anche in quei contesti socio-economici in cui tale separazione non era espressamente sancita essa diventò in breve tempo una consuetudine. Ad esempio le leggi Jim Crow non vietavano espressamente agli afroamericani di partecipare alle attività sportive, ai momenti di svago o alle funzioni religiose, ma avevano creato una cultura della separazione così radicata nella società del Sud che essa avveniva ugualmente e tacitamente.

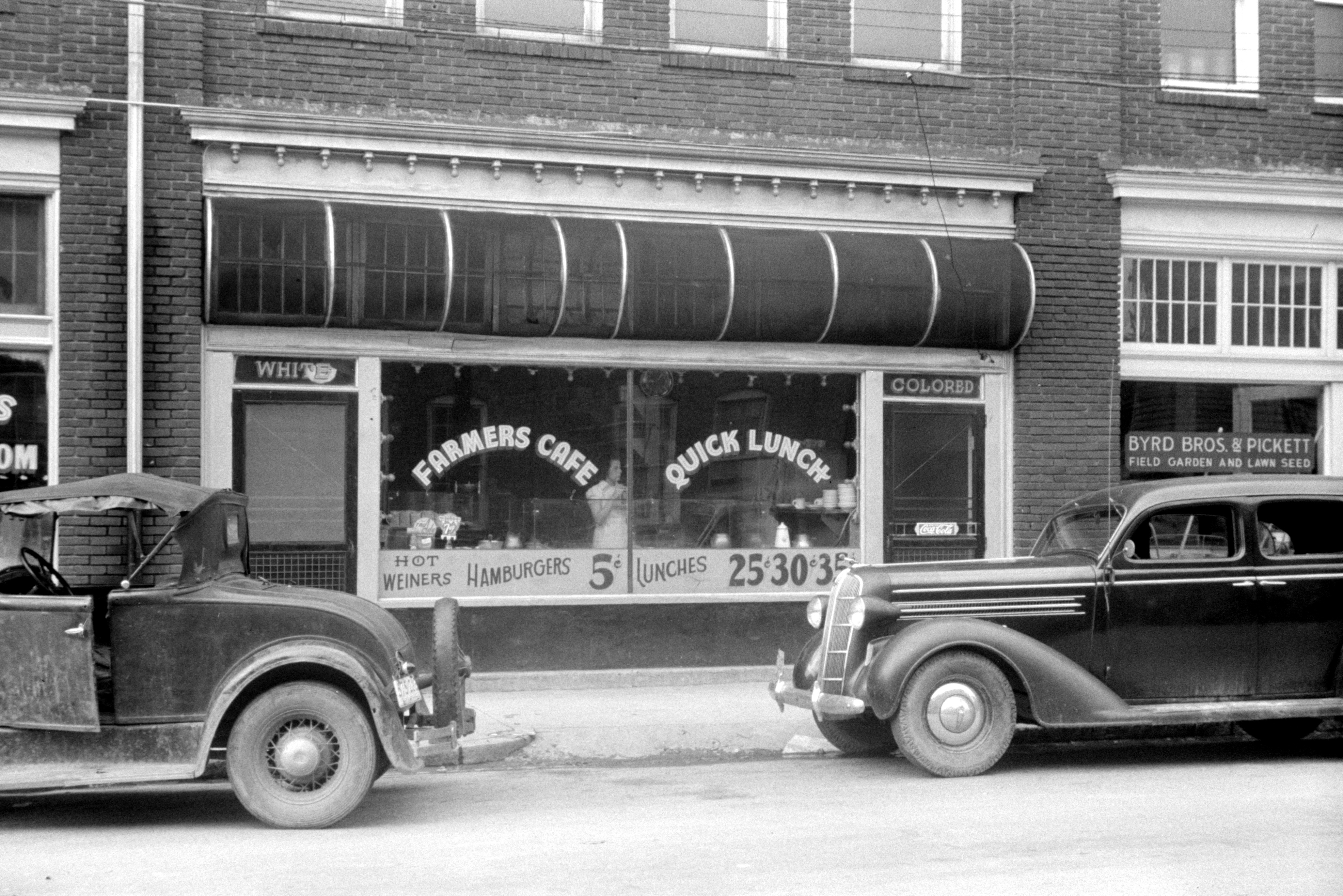
Il locale ha due porte d'ingresso: una per "Bianchi" e una per "Colorati"

Nel contesto caratterizzato dalle leggi Jim Crow le elezioni presidenziali del 1912 presero rapidamente una china fortemente contraria agli interessi degli afroamericani. La maggior parte dei neri viveva ancora nel Sud, dove erano stati di fatto privati del diritto di voto, che quindi non poterono esercitare. Le tasse elettorali e i requisiti sull'alfabetizzazione tennero lontani dal voto molti cittadini anche se esistevano scappatoie che permettevano ai bianchi di non pagare le tasse o di non sostenere esami di lettura. Ad esempio, in Oklahoma chiunque avesse potuto votare prima del 1866 o avesse avuto un parente abilitato al voto prima di quella data, era esentato dai requisiti di lettura: naturalmente gli unici che avessero potuto votare prima del 1866 erano bianchi, quindi i bianchi furono esentati dalle prove, mentre i neri furono esclusi per legge.
Il nuovo presidente Woodrow Wilson, un democratico del Sud e il primo presidente nato al Sud del periodo successivo alla guerra di secessione, nominò politici del Sud nella sua squadra di governo. Alcuni di questi iniziarono ben presto a premere per ottenere luoghi di lavoro segregati, nonostante il fatto che a Washington e negli uffici federali sin dai tempi della guerra civile si fosse praticata l'integrazione. Ad esempio, nel 1913 il segretario al tesoro William Gibbs McAdoo, nominato dal presidente, fu sentito esprimere la sua costernazione perché donne bianche e nere lavoravano insieme in un ufficio governativo.
Wilson introdusse la segregazione razziale anche negli uffici federali, nonostante le molte proteste. Assegnò varie cariche a politici del Sud, convinti segregazionisti, perché credeva sinceramente che la segregazione razziale fosse nell'interesse sia dei bianchi sia dei neri.

## Primi tentativi di sconfiggere le leggi Jim Crow

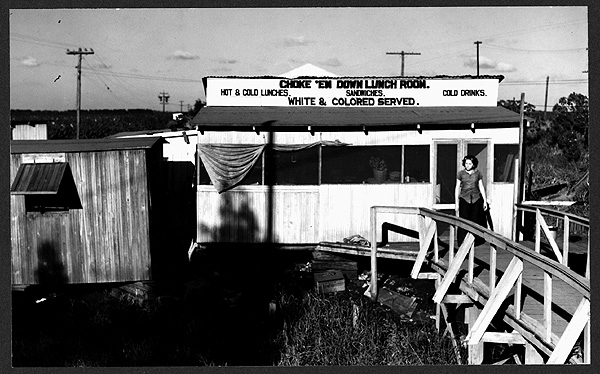
Alcuni ristoranti come questo, il Choke 'Em Down Lunch Room di Belle Glade in Florida, accoglievano clienti di tutte le razze, come mostra l'insegna sul tetto del locale in questa foto scattata nel 1939

La legge sui diritti civili del 1875, proposta da Charles Sumner e Benjamin Butler, garantiva che ciascuno, indipendentemente dalla razza, dal colore della pelle o dalla precedente condizione di schiavitù avesse diritto allo stesso trattamento nei luoghi pubblici, come alberghi, trasporti pubblici, teatri e altri luoghi di svago. La legge ottenne però risultati molto modesti. Nel 1883 una sentenza della Corte Suprema stabilì che la legge era incostituzionale sotto vari aspetti, e affermò che il Congresso non poteva controllare le singole persone o aziende. Dal momento che i Democratici del Sud all'interno del Congresso formavano un blocco solido, disponendo di un potere molto superiore alla percentuale di popolazione che effettivamente rappresentavano, il Congresso non approvò altre leggi sui diritti civili fino al 1957.
Nel 1890 lo Stato della Louisiana approvò una legge che ordinava alle ferrovie di allestire posti e sale d'aspetto separati per i passeggeri. La legge distingueva tra "bianchi", "neri" e "colorati" (vale a dire persone di origine razziale mista). Era già stato stabilito per legge che i neri non potessero viaggiare con i bianchi, ma prima di quella data perlomeno le persone di razza mista lo potevano fare. A New Orleans un gruppo di persone di tutte le razze, preoccupate per la decisione, fondò il Comité des Citoyens, un'associazione con l'intento di far abolire tale legge. Convinsero Homer Plessy, un uomo di bell'aspetto e con solo un ottavo di sangue afroamericano nelle vene, a metterne alla prova gli effetti. Nel 1892 Plessy acquistò un biglietto di prima classe da New Orleans sulla East Louisiana Railway. Una volta a bordo del treno spiegò al controllore la sua composizione razziale e occupò un posto in una carrozza riservata ai soli bianchi. Gli venne ordinato di lasciare la carrozza e andare invece a sedersi in una per "colorati". Plessy rifiutò e venne immediatamente arrestato. Il Comité des Citoyens sostenne il caso in tutte le sedi, arrivando fino alla Corte Suprema. Nel 1896 però persero la causa, nota come Plessy contro Ferguson, in quanto la Corte nella sentenza stabilì che le strutture create per il principio di "separati ma uguali" erano costituzionali. Il verdetto contribuì a far durare per altri 58 anni la discriminazione razziale legale contro neri e persone di razza mista negli Stati Uniti.

## Il razzismo negli Stati Uniti e la difesa delle leggi Jim Crow
In aggiunta ai problemi che le persone del Sud incontrarono nella nuova organizzazione di un sistema di lavoro libero dopo la fine della schiavitù, i neri americani agli occhi della gente erano il simbolo della sconfitta della Confederazione nella guerra civile: "Mentre il concetto di supremazia bianca veniva sfidato in tutto il Sud, molti bianchi tentarono di proteggere il loro vecchio status minacciando gli afroamericani che esercitavano i loro nuovi diritti." I Democratici usarono il loro potere per applicare la segregazione in tutti i luoghi pubblici e ristabilire il dominio dei bianchi sui neri nel Sud.
Una delle giustificazioni per la sistematica esclusione degli afroamericani dalla società del Sud era che lo si faceva per la loro stessa salvaguardia. Uno studioso dell'inizio del XX secolo suggeriva che permettendo ai neri di frequentare le scuole per bianchi avrebbe significato "esporli continuamente a giudizi e a sentimenti a loro ostili", fatto che avrebbe potuto condurre a "una malsana coscienza di razza".

## L'epoca della seconda guerra mondiale

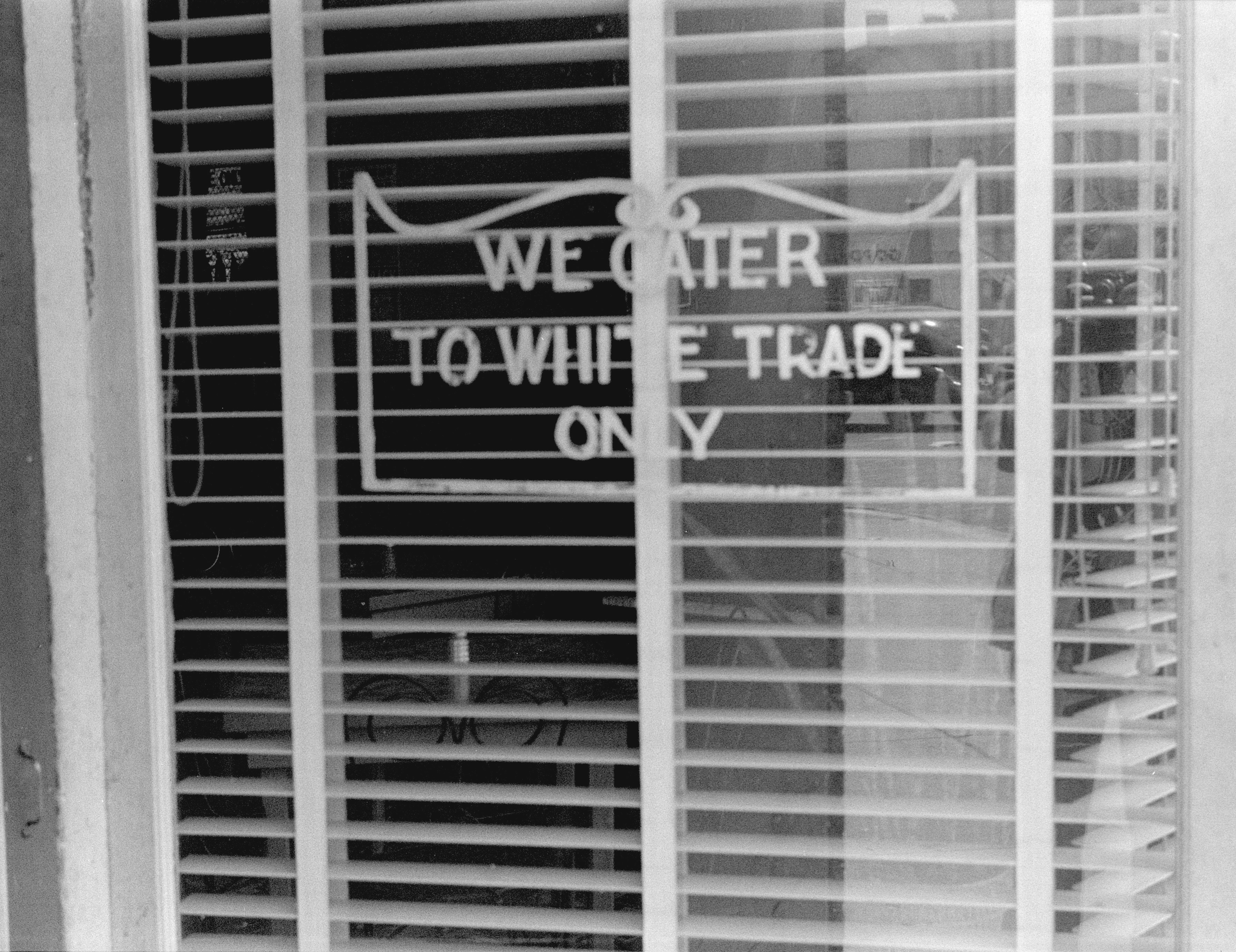
Avviso apposto sulla vetrina di un ristorante di Lancaster, in Ohio, nel 1938 che segnala che nel locale si applica la segregazione razziale

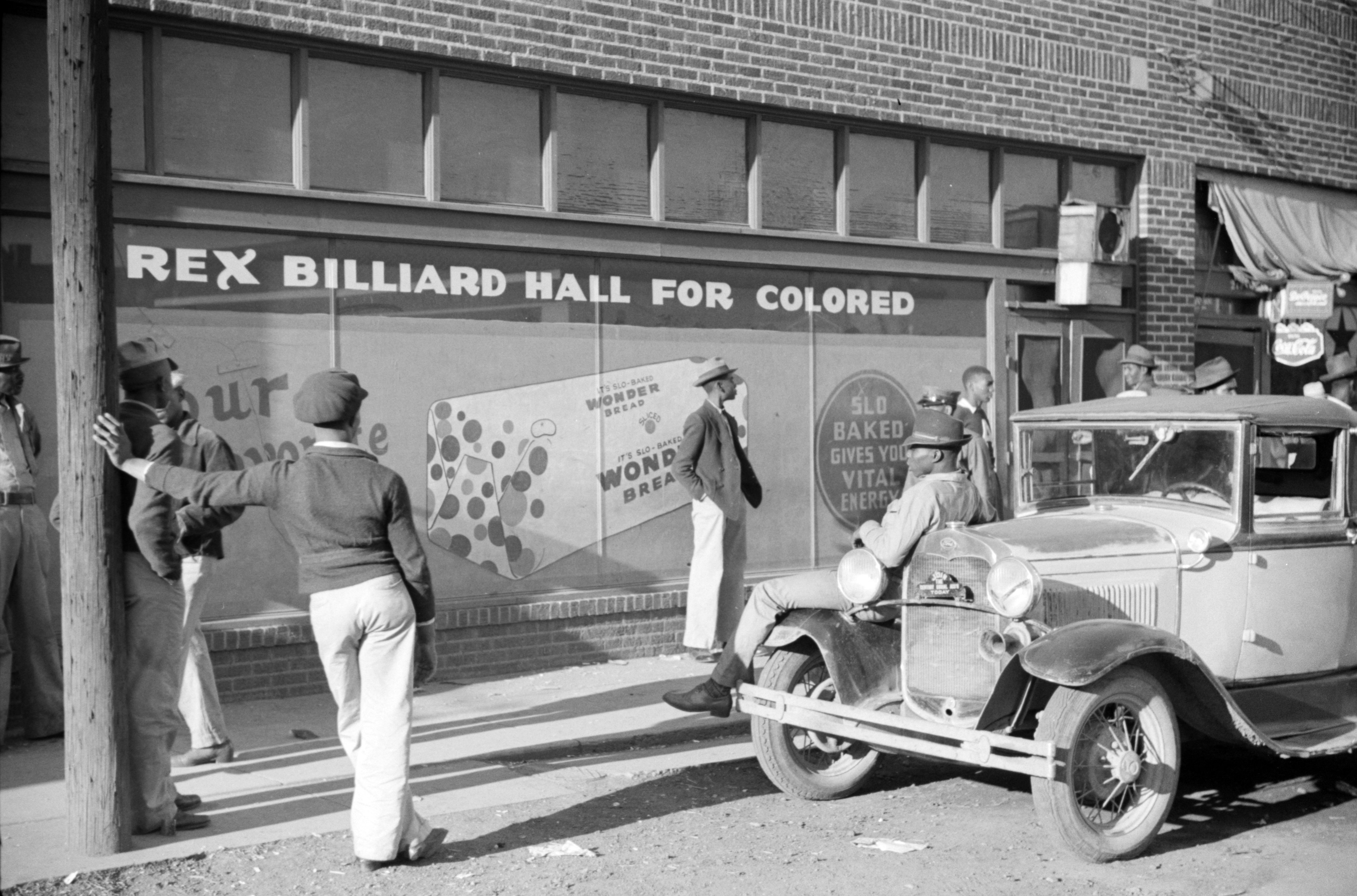
Una sala da biliardo per afroamericani a Memphis nel 1939

Dopo la seconda guerra mondiale gli afroamericani iniziarono a sfidare con frequenza sempre maggiore il sistema della segregazione, in quanto ritenevano di essersi guadagnati il diritto di essere considerati cittadini statunitensi a pieno titolo, avendo la loro comunità prestato servizio militare e patito i relativi sacrifici. Il movimento per i diritti civili degli afroamericani prese forza anche a causa di alcuni episodi chiave, come l'aggressione razzista al veterano di guerra Isaac Woodard, avvenuta mentre ancora indossava l'uniforme dell'esercito. Mentre il movimento per i diritti civili si diffondeva e si serviva dei tribunali federali per attaccare gli statuti e le leggi Jim Crow, i governi di molti Stati del Sud, dominati dai bianchi, rispondevano approvando forme alternative per applicare la segregazione.
Il NAACP Legal Defense Committee (un gruppo diventato indipendente dalla NAACP) e il loro avvocato Thurgood Marshall portarono di fronte alla Corte suprema il celebre caso Brown contro Board of Education. Con la sua fondamentale sentenza del 1954, la Corte ribaltò all'unanimità la decisione presa nel 1895 con il caso Plessy. La Corte suprema decise che mantenere il principio della segregazione razziale de iure nelle scuole pubbliche era incostituzionale.
La decisione della Corte peraltro non interruppe il sistema della segregazione de facto, che continuò comunque anche sulla base della residenza degli alunni. I sistemi scolastici di alcune città iniziarono a ricreare la segregazione questa volta su base di censo o classe sociale piuttosto che razziale.
Il giudice Frank Murphy usò per la prima volta la parola "razzismo" in un giudizio della Corte suprema nella sentenza Korematsu v. United States del 1944. Affermò che appoggiando il trasferimento forzato dei cittadini nippoamericani durante la seconda guerra mondiale la Corte stava sprofondando nel "disgustoso abisso del razzismo". Il giudice Murphy si servì del termine in cinque sentenze diverse ma, dopo il suo abbandono dell'incarico, la parola non fu più usata in un parere della Corte per quasi due decenni, per ricomparire nella fondamentale sentenza Loving contro Virginia del 1967.

## La fine delle leggi Jim Crow

### In tribunale
Nel XX secolo la Corte suprema iniziò ad abolire le leggi Jim Crow contrastandole sul piano costituzionale. Nella sentenza Buchanan contro Warley del 1917 la Corte stabilì che una legge del Kentucky non poteva imporre la segregazione di residenza, costringendo le persone a vivere in zone separate. Nel 1946 con la sentenza Irene Morgan contro Virginia dichiarò incostituzionale la segregazione sui mezzi di trasporto che collegavano Stati diversi, in osservanza della cosiddetta Clausola sul Commercio presente nella Costituzione stessa. Bisognerà arrivare al 1954 e alla sentenza Brown contro Board of Education of Topeka perché la Corte dichiari illegale la segregazione in strutture pubbliche come le scuole, ribaltando di fatto la Plessy contro Ferguson e mettendo fuori legge i provvedimenti Jim Crow anche in altri ambiti della società.
Oltre alle leggi Jim Crow, con le quali erano gli Stati a creare la segregazione razziale, anche aziende, partiti politici, sindacati e altre associazioni private avevano creato dei propri regolamenti Jim Crow impedendo ai neri di acquistare case in determinati quartieri, di lavorare o fare acquisti in certi negozi o di svolgere determinate occupazioni. La Corte suprema mise fuori legge alcune di queste forme di discriminazione privata con la sentenza Shelley contro Kraemer del 1948 in cui affermò che le "clausole restrittive" che impedivano la cessione di case a neri o ebrei o asiatici erano incostituzionali.
La Corte suprema però non intendeva attaccare altre forme di discriminazione privata. Riteneva che i regolamenti privati non violassero la clausola della pari protezione della Costituzione, perché non si trattava di "entità statali" come quella clausola specificava.
Nel 1971 la Corte Suprema con la sentenza Swann contro Charlotte-Mecklenburg Board of Education sostenne la pratica di ridistribuire gli studenti nelle varie scuole in base all'appartenenza razziale per raggiungere l'integrazione.

### Nella società
Il gesto di disobbedienza civile di Rosa Parks del 1955, quando si rifiutò di cedere il proprio posto a sedere sull'autobus a un uomo bianco, fu una specie di catalizzatore per il movimento per i diritti civili degli anni successivi. Il suo gesto e le dimostrazioni pubbliche che provocò fecero da apripista per una serie di decisioni dei legislatori e dei tribunali che contribuirono a indebolire il sistema delle leggi Jim Crow.
Il boicottaggio degli autobus di Montgomery, guidato dal reverendo Martin Luther King, successivo alla ribellione di Rosa Parks, non fu tuttavia il primo di quel tipo. Per tutti gli anni trenta e quaranta c'erano stati numerosi boicottaggi e dimostrazioni contro la segregazione razziale. Quelle prime lotte avevano conquistato risultati positivi e acceso l'attivismo politico dei neri. Ad esempio K. Leroy Irvis della Lega Cittadina di Pittsburgh nel 1947 aveva guidato una manifestazione contro la discriminazione nell'assegnazione dei posti di lavoro nei grandi magazzini, iniziando così la propria carriera politica.

### La fine della segregazionede iure
Nel gennaio 1964 il presidente Lyndon B. Johnson incontrò i capi del movimento per i diritti civili. L'8 gennaio, durante il suo primo discorso sullo stato dell'Unione Johnson chiese al Congresso di "far sì che questa sessione del Congresso sia ricordata come quella che ha fatto di più per i diritti civili di tutte le ultime cento messe assieme". Il 21 giugno gli attivisti per i diritti civili Michael Schwerner, Andrew Goodman, e James Chaney scomparvero nella contea di Neshoba, in Mississippi. I tre volontari stavano aiutando la registrazione nelle liste elettorali di cittadini afroamericani nell'ambito del Mississippi Summer Project. Quarantaquattro giorni dopo l'F.B.I. ritrovò i loro corpi, sepolti in una cava. Furono accusati del crimine lo sceriffo della contea di Neshoba Cecil Price e altre 16 persone, tutti membri del Ku Klux Klan; sette di loro furono condannati come colpevoli.
Ottenuta una maggioranza di Democratici del Nord e Repubblicani, Johnson spinse il Congresso degli Stati Uniti ad approvare la legge sui diritti civili del 1964. Il 2 luglio il presidente Johnson firmò lo storico decreto. Invocò la "clausola sul commercio" per porre fuori legge la discriminazione nei locali e uffici pubblici. Tale applicazione della clausola venne sostenuta dalla sentenza Heart of Atlanta Motel contro Stati Uniti del 1964.
Fino al 1965 gli sforzi organizzati per spezzare il sistema della privazione del diritto di voto da parte degli Stati non avevano ottenuto grandi effetti e in certe zone si erano rivelati del tutto inefficaci. L'assassinio degli attivisti per il diritto di voto avvenuto in Mississippi salì però alla ribalta delle cronache nazionali, insieme con numerosi altri atti di violenza e attacchi terroristici diretti contro il presidente Johnson. Alla fine, l'attacco gratuito della polizia di Stato contro una manifestazione pacifica che stava attraversando l'Edmund Pettus Bridge diretta verso il parlamento statale di Montgomery, avvenuto a Selma, Alabama, il 7 marzo 1965, convinse il presidente e il Congresso a superare la resistenza opposta dai legislatori del Sud e a far effettivamente applicare la legge sul diritto di voto. Il presidente Johnson richiese che venisse emanata una nuova legge sul diritto di voto molto forte, richiesta che si concretizzò nel Voting Rights Act.
Il Voting Rights Act del 1965 pose fine alle barriere legali erette per limitare il diritto di voto in tutte le elezioni, federali, statali e locali. Stabilì anche una forma di controllo federale sulle contee in cui storicamente la partecipazione al voto era stata particolarmente bassa, segno evidente della presenza di discriminazioni.

## L'eredità del sistema Jim Crow

### Legale

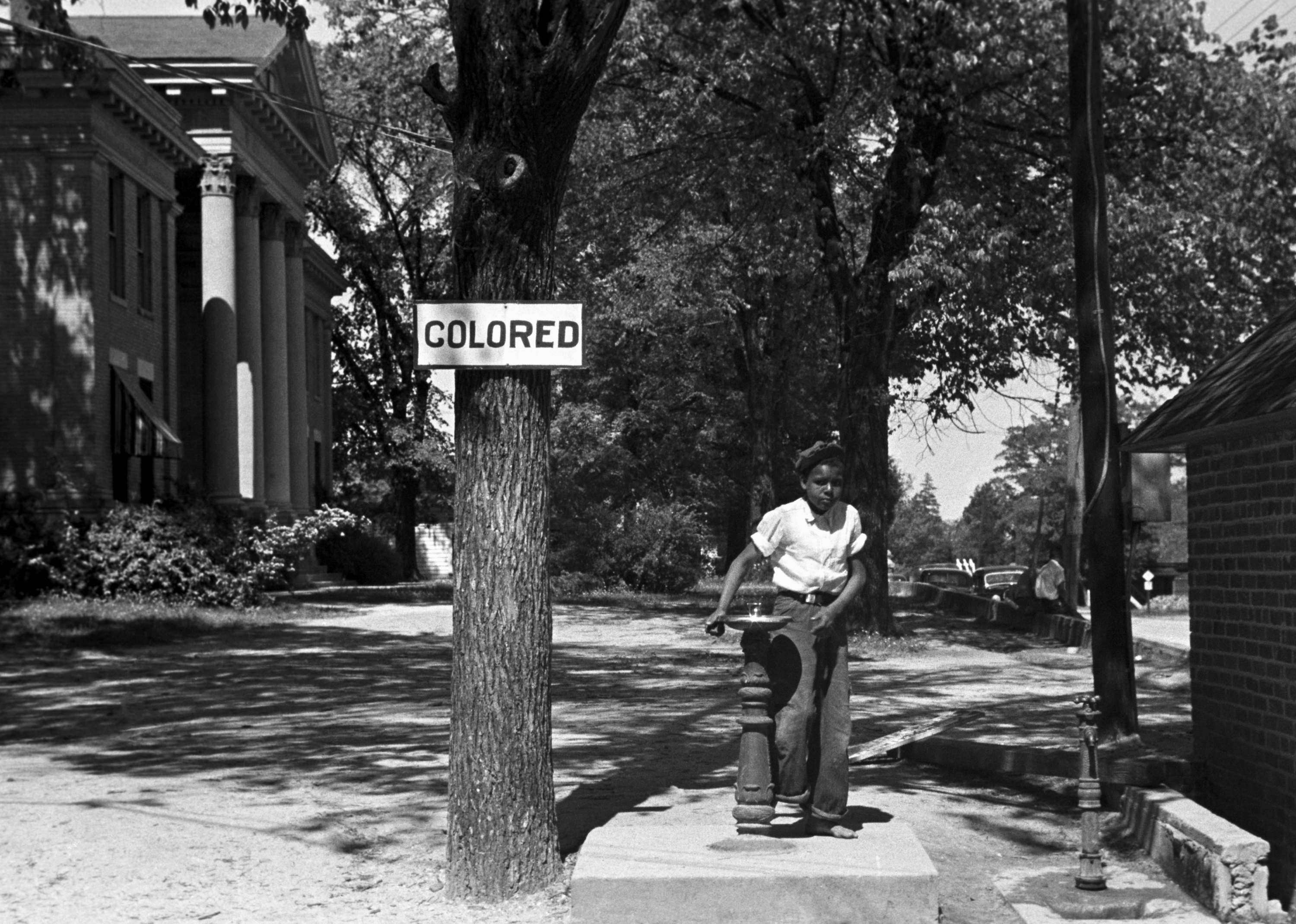
Un giovane afroamericano beve da una fontanella riservata ai neri nel giardino del tribunale di Halifax, Carolina del Nord, nel 1938

La Corte suprema degli Stati Uniti aveva stabilito, nelle celebri Cinque sentenze sui diritti civili del 1883, che il XIV emendamento non concedeva al governo federale il potere di dichiarare illegali le discriminazioni in ambito privato e ribadito nella Plessy contro Ferguson del 1896 che le leggi Jim Crow erano costituzionali fin tanto che concedevano l'esistenza di strutture per "separati ma uguali". Negli anni successivi la Corte rese il requisito del "separati ma uguali" una formula vuota, appoggiando di fatto leggi discriminatorie a dispetto dell'evidenza che indicava che in pratica servivano a mettere in atto profonde ingiustizie.

### Politica
Le leggi Jim Crow furono il prodotto del blocco compatto di elettori democratici del Sud. I conservatori democratici del Sud, sfruttando la paura e la diffidenza razziale e attaccando la corruzione (reale o percepita) dei governi repubblicani del periodo della Ricostruzione, avevano preso il controllo dei governi degli Stati del Sud nel decennio 1870 e li avevano tenuti sotto il proprio dominio per quasi un secolo, soprattutto grazie all'abolizione del diritto di voto per i neri con statuti e costituzioni. Nel 1956 la resistenza del Sud alla decisione della Corte suprema nella sentenza Brown contro Board of Education sfociò in una deliberazione nota come il Southern Manifesto. Fu allegato agli atti del Congresso e sostenuto da 96 tra deputati e senatori, tutti, tranne due, democratici del Sud.

### La vita degli afroamericani
Le leggi Jim Crow furono una delle cause principali per la grande migrazione afroamericana della prima metà del XX secolo, perché nel Sud le possibilità erano così ridotte da spingerli a trasferirsi in massa nelle città del Nord in cerca di migliori condizioni di vita.
Mentre uomini di spettacolo, musicisti e letterati afroamericani dopo il 1890 erano riusciti a farsi in qualche modo accettare nel mondo della cultura e dell'arte, fino ad allora dominati dai bianchi, gli atleti neri si trovarono invece di fronte continui ostacoli. Fino al 1900 l'opposizione dei bianchi tenne pugili, giocatori di baseball, corridori e giocatori di pallacanestro afroamericani a distanza, limitando il loro campo di azione in tutte le maniere. Tuttavia il loro valore e le loro capacità in tutte le discipline sportive non potevano essere negati. Il cambiamento delle convenzioni sociali e l'esempio di figure come Jackie Robinson, che per primo riuscì a entrare in una squadra professionistica di baseball interamente composta da bianchi nel 1947 (anche se iniziò a giocare dapprima in Canada) aiutarono ad abbattere le barriere. A partire dagli anni cinquanta e sessanta la presenza degli afroamericani in tutti gli sport principali iniziò a crescere rapidamente e oggi essi rappresentano la maggioranza degli atleti di primo piano negli Stati Uniti.